# Université d'État de Dickinson
L'université d'État de Dickinson (en anglais : Dickinson State University ou DSU) est une université américaine située à Dickinson dans le Dakota du Nord.

## Présentation

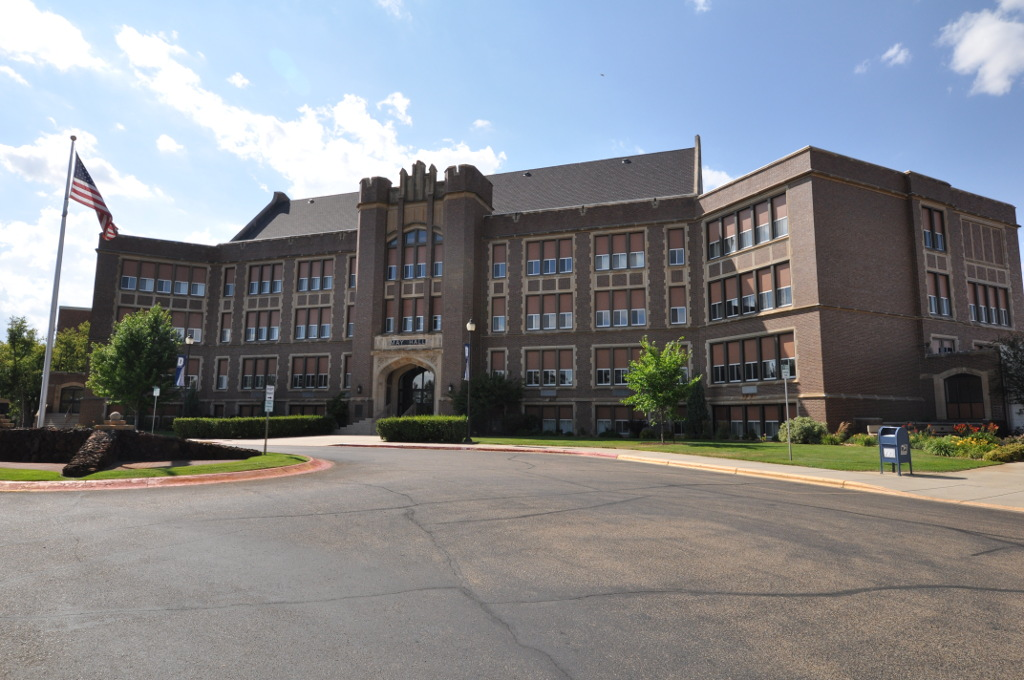
Campus de l'université d'État de Dickinson